# Juliette Gréco
Juliette Gréco (n. 7 februarie 1927, Montpellier, Franța – d. 23 septembrie 2020, Ramatuelle, Provence-Alpes-Côte d'Azur, Franța) a fost o cântăreață de șansonete și actriță franceză. Era denumită „grande dame de la chanson” (marea doamnă a șansonului)  și muza existențialiștilor francezi.

## Filmografie selectivă
- 1948 Dreptul la viață (Les Frères Bouquinquant)
- 1949 Orfeu (Orphée) regia Jean Cocteau
- 1949 Au royaume des cieux, regia Julien Duvivier
- 1951 Plecat fără adresă (...Sans laisser d'adresse), regia Jean-Paul Le Chanois
- 1956 Elena și bărbații (Elena et les Hommes), regia Jean Renoir
- 1957 Fiesta (The Sun Also Rises), regia Henry King
- 1958 Bonjour Tristesse, regia Otto Preminger
- 1958 The Roots of Heaven, regia John Huston
- 1959 Whirlpool, regia Lewis Allen
- 1965 Coliba unchiului Tom (Onkel Toms Hütte), regia Géza von Radványi
- 1965 Belphégor (serial TV), regia Claude Barma
- 1967 Noaptea generalilor (The Night of the Generals), regia Anatole Litvak
- 2000 Jedermanns Fest regia Fritz Lehner

## Discografie selectivă

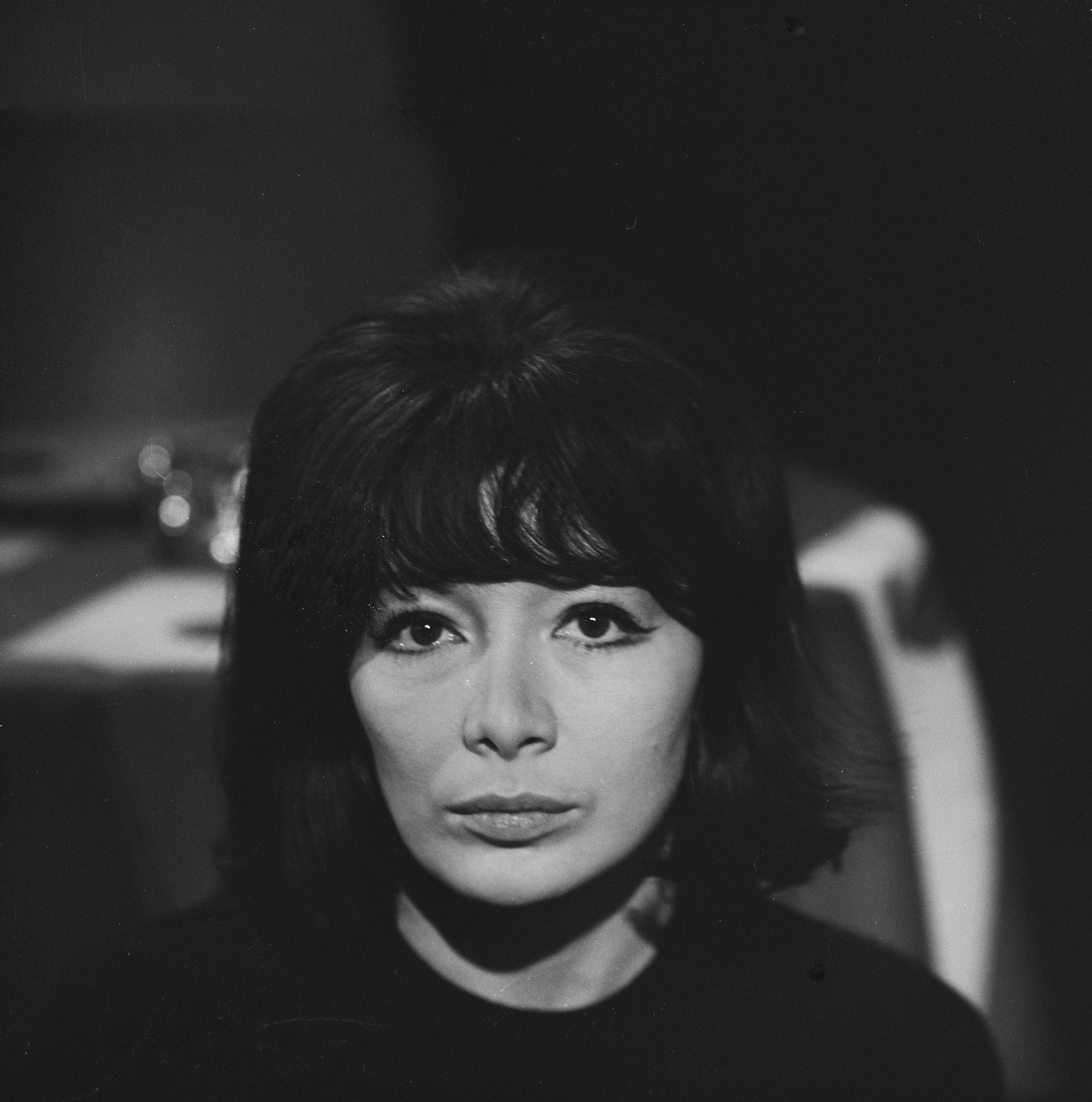
Juliette Greco în Studioul Cinebone

### Înregistrări de studio
- 1964: Gréco chante Mac Orlan (Neuauflage 2001 Mercury/Universal)
- 1967: La Femme (Réédition 1998 Mercury/Universal)
- 1991: Juliette Gréco chante Maurice Fanon (Neuauflage 2002 Mercury/Universal)
- 1993: Vivre dans l’avenir (Réédition 2002 Universal)
- 1998: Un jour d’été et quelques nuits (Disques Meys)
- 2003: Aimez-vous les uns les autres ou bien disparaissez … (Polydor/Universal)
- 2006: Le Temps d’une chanson (Polydor/Universal)
- 2009: Je me souviens de tout
- 2012: Ça se traverse et c’est beau
- 2013: Gréco chante Brel
- 2015: Merci!

### Albume Live
- 1965: Juliette Gréco à la Philharmonie de Berlin (LP: Philips)
- 1966: Juliette Gréco in Deutschland (LP: Philips)
- 1992: Juliette Gréco à l’Olympia (Doppel-CD, Neuauflage 2004 Mercury/Universal)
- 1999: Juliette Gréco Odéon 1999 (Doppel-CD, Disques Meys)
- 2004: Juliette Gréco Olympia 1955 – Olympia 1966 (Mercury/Universal)
- 2004: Juliette Gréco Olympia 2004 (Doppel-CD, Polydor/Universal)

### Sampler
- 1990: Je suis comme je suis (2 CD, Ediție nouă 2002 Mercury/Universal)
- 1991: Déshabillez-moi (2 CD, Ediție nouă 2003 Mercury/Universal)

## Legături externe
- Juliette Gréco la Internet Movie Database